# Neoclytus pallidicornis
Neoclytus pallidicornis es una especie de escarabajo longicornio del género Neoclytus, tribu Clytini, subfamilia Cerambycinae. Fue descrita científicamente por Fisher en 1932.

## Descripción
Mide 9 milímetros de longitud.

## Distribución
Se distribuye por Haití.